# EN 54
- Wikcionario  tiene definiciones y otra información sobre en54.

La serie de normas EN 54 Sistema de detección y alarma de incendios es obligatoria en la Unión Europea (UE) y especifica los requerimientos mínimos y pruebas de laboratorio que aseguran un nivel de seguridad para todos los componentes del Sistema de Alarmas de Incendios. Armonizando los estándares de calidad y funcionabilidad; facilitando el libre movimiento de productos de la construcción entre los países de la UE.
Esta es una norma enormemente reconocida alrededor del mundo por muchos países fuera de la UE. Es reconocida en Latinoamérica, Brasil, África, Asia, y Oceania.

## Obligatoriedad en los países Europeos
De acuerdo con la (RPC) Regulación de los Productos de la Construcción N.º 305/2011, es obligatoria para los sistemas de Alarma de Incendios certificados con la norma EN 54 por un Cuerpo Autorizado de Certificación establecidos por el Comité Europeo de Normalización.
Esta es la única manera de asegurar la marca CE en el producto, el cual reconoce que el producto cumple con todos los requisitos de seguridad y conformidad requeridos y permite la libre circulación de mercancías en la Unión Europea.
Por lo tanto, la marca CE es la única condición exigida legal para comercializar los productos de incendios en la UE. Cualquier otro sello de calidad es ‘’voluntario’’ y no puede substituir la marca CE. Esto quiere decir que los otros sellos de calidad se basaran en la norma EN 54.
Los otros sellos de calidad tendrán muy restringida la implementación de cambios porque no se pueden desviarse de las exigencias de la normativa obligatoria.
Esta norma asegura el libre movimiento de todos los productos de la construcción dentro de la UE armonizando las leyes con respecto a los requerimientos aplicables a los productos de la construcción en términos de salud y seguridad.
Los productos de la construcción pueden ser comercializados e instalados en el mercado Europeo únicamente si cumplen los requisitos especificados para su uso.

## Regulación de Productos de la Construcción 89/106/EEC (Derogada)
Esta Directiva se refiere a todos los productos de construcción para su instalación en cualquier país miembro de la Unión Europea. Fue derogada y reemplazada por el CPR Regulación de Productos de Construcción NO. 305/2011 y entró en vigencia a partir de julio de 2013.
Para ver todos los Comités Técnicos de los productos de la Construcción, visitar el siguiente link.
http://www.cen.eu/cen/Sectors/Sectors/Construction/Pages/Workprogramme.aspx Archivado el 5 de diciembre de 2013 en Wayback Machine.

### CPR Regulación de Productos de la Construcción
El Reglamento sobre productos de construcción está titulado en su totalidad "Reglamento (UE) Nº 305/2011 del Parlamento Europeo y del Consejo, de 9 de marzo de 2011, por el que se establecen condiciones armonizadas para la comercialización de productos de construcción y se deroga la Directiva 89/106 / CEE del Consejo", y tiene por objeto simplificar y aclarar el marco jurídico en este ámbito establecido por la Directiva 89/106/CEE.
El Reglamento establece que cuando exista una norma técnica armonizada para un producto de construcción tal como se define en el Reglamento, un organismo notificado deberá probar y certificar ese producto con arreglo a esa norma para poder obtener el marcado CE. Dado que EN 54 es la norma técnica armonizada para los productos de alarma y detección de incendios, parece seguir que los productos en ese campo que se ponen a la venta en la Unión Europea deben probarse con las disposiciones de EN 54 y certificarse en consecuencia.
El Reglamento de productos de construcción (CPR) entró en vigor el 1 de julio de 2013; los productos que se comercializan en la UE después de esa fecha deben cumplir las disposiciones del Reglamento y, por extensión, con la EN 54.

### El Comité Técnico CEN/TC72 Sistema de Alarmas de Incendios y Detección de Fuego
Es el comité Europeo encargado de la normativa para el diseño y desarrollo de los sistemas y productos de incendio y de la coordinación con los comités de los diferentes países miembros para la actualización y cambios en la actual normativa europea en sistemas detección de incendios.
Cada país miembro tiene un Comité Técnicos en detección de incendios que dependen directamente del CEN/TC72.
Estos sub-comités se encargan de transmitir dentro de sus países las actualizaciones y nuevas normas que entrega el CEN/TC72 y deben actualizar permanentemente la normativa de cada país con respecto a las directrices en sistemas detección incendio dictadas desde el CEN/TC72 que es el organismo europeo.

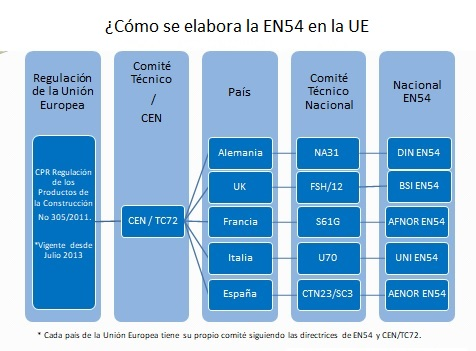
Elaboración De las Normas EN54 en la Unión Europea

Los requerimientos de la norma EN 54 incluye pruebas de ensayo en laboratorios certificados y pruebas durante la fase fabricación para asegurar la calidad de los productos de detección y alarmas de incendios.
Certificar la calidad y los requisitos de funcionalidad de los productos bajo esta normativa es el mejor beneficio para toda la población de los países de Europea.
La libre circulación de mercancías entre los países de la Unión Europea ha obligado a estandarizar las normas de fabricación, calidad y funcionalidad.
Los requerimientos de esta norma y las pruebas de ensayo para los productos de alarmas de incendios ha contribuido para la adopción de estas normas en varias regiones del mundo.

## Evaluación de Conformidad para Mercado CE
Para que un producto sea Marcado CE debe cumplir con inspección internas durante la fabricación e inspecciones en laboratorios certificados. Cuando un producto cumple con los requisitos especificados recibe un certificado oficial europeo. Los productos de alarmas de incendio y sistemas de detección de incendio reciben el certificado EN54 con la parte respectiva para el producto correspondiente y este es avalado por el Marcado CE
En la siguiente tabla se definen los requisitos necesarios para la aprobación de conformidad de cada producto según el sistema definido.
La Detección de fuego y Sistemas de detección de incendio se hace siguiendo el sistema "1" como se muestra en la siguiente tabla.
| Sistema | Tareas de Fabricación                                           | Aprobación por Organismo Certificado                                                        | Documentación de Marcado CE |
| ------- | --------------------------------------------------------------- | ------------------------------------------------------------------------------------------- | --------------------------- |
| 4       | ITT y FPC                                                       | N/A                                                                                         | MDOC                        |
| 3       | FPC                                                             | ITT                                                                                         | MDOC                        |
| 2       | ITT y FPC                                                       | Inicial FPC                                                                                 | MDOC y FPC Certificación    |
| 2+      | ITT, FPC y Pruebas de Producto Acorde A Plan De Pruebas         | FPC Inspección Inicial y FPC Inspección periódica                                           | MDOC y FPC Certificado      |
| 1       | FPC, Pruebas de producto acorde al Plan de Pruebas de producto  | ITT, FPC Inspección inicial y FPC Inspección periódica                                      | MDOC y FPC certificación    |
| 1+      | FPC y Pruebas de producto acorde al Plan de Pruebas de producto | ITT, FPC Inspección inicial, FPC Inspección Periódica y Pruebas en Fábrica o punto de Venta | MDOC y FPC Certificación    |

- ITT: Tipo de Prueba Inicial.
- FPC: Control de Producción en Fábrica.
- MDOC: Declaración de conformidad del fabricante.

## Norma EN 54 y sus Partes
La norma de Sistema de Detección y Alarma de Incendios ha sido publicada en las siguientes partes,
- EN 54 parte 1	Introducción
- EN 54 parte 2	Equipos de control e indicación (Central de detección de incendios o paneles de incendio).
- EN 54 parte 3	Equipos de control e indicación. Dispositivo de Notificación acústico o Sirena
- EN 54 parte 4	Equipos de suministro de alimentación.
- EN 54 parte 5	Detector de temperatura. Detectores puntuales.
- EN 54 parte 7	Detector de humo, Detectores puntuales que funcionan según el principio de luz difusa, luz transmitida o por ionización.
- EN 54 parte 9	Componentes de los sistemas de detección automática de fuego. Métodos de prueba de la sensibilidad al fuego.
- EN 54 parte 10	Detectores de llama. Detectores puntuales.
- EN 54 parte 11	Pulsador manual de alarma o estación manual.
- EN 54 parte 12	Detectores de línea que utilizan un haz óptico de luz.
- EN 54 parte 13	Evaluación de compatibilidad de los componentes de un sistema.
- EN 54 parte 14 Planificación, diseño, instalación, puesta en servicio, uso y mantenimiento. (en fase de aprobación)
- EN 54 parte 15	Detectores puntuales que funcionan según el principio de combinación de fenómenos detectados. (en fase de proyecto)
- EN 54 parte 16	Control de alarma por voz y equipos indicadores.
- EN 54 parte 17	Aisladores de cortocircuito.
- EN 54 parte 18	Dispositivos entrada/salida.
- EN 54 parte 20	Detectores de aspiración de humos.
- EN 54 parte 21	Equipos de transmisión de alarmas y avisos de fallo.
- EN 54 parte 22	Detectores lineales de calor.
- EN 54 parte 23	Dispositivos de alarma de fuego. Alarmas visuales.
- EN 54 parte 24	Componentes de los sistemas de alarma por voz. Altavoces.
- EN 54 parte 25	Componentes que utilizan enlaces radioeléctricos y requisitos del sistema.
- EN 54 parte 26	Detectores puntuales de incendios utilizando sensores de monóxido de carbono.
- EN 54 parte 27	Detectores de humo de conductos.
- EN 54 parte 30 Detectores de incendio multisensoriales. Detectores puntuales que utilizan una combinación de monóxido de carbono y sensores de calor.

## Lista de Cuerpos Autorizados de Certificación con sus Referencias Nacionales
Estas son las referencias de la norma EN 54 y Organizaciones Nacionales con sus Cuerpos Autorizados de Certificación por país.
Las partes de esta norma, siguen la misma numeración del título anterior Norma EN 54 y sus Partes.
- Albania, DPS S SH EN 54
- Alemania, DIN DIN EN 54
- Austria, ASI OENORM EN 54
- Bélgica, NBN NBN EN 54
- Bosnia y Herzegovina, BAS BAS EN 54
- Bulgaria, BDS BDS EN 54
- Chequia, UNMZ CSN EN 54
- Chipre, CYS CYS EN 54
- Croacia, HZN HRN EN 54
- Dinamarca, DS DS/EN 54
- Eslovaquia, SUTN STN EN 54
- Eslovenia, SIST SIST EN 54
- España, AENOR UNE-EN 54
- Estonia, EVS EVS-EN 54
- Finlandia, SFS SFS-EN 54
- Francia, AFNOR NF EN 54
- Hungría, MSZT MSZ EN 54
- Irlanda, NSAI I.S. EN 54
- Islandia, IST ÍST EN 54
- Italia, UNI UNI EN 54
- Letonia, LVS LVS EN 54
- Lituania, LST LST EN 54
- Luxemburgo, ILNAS EN 54
- Macedonia del Norte, ISRM МКС EN 54
- Malta, MCCAA SM EN 54
- Montenegro, ISME MEST EN 54
- Noruega, SN NS-EN 54
- Países Bajos, NEN NEN-EN 54
- Polonia, PKN PN-EN 54
- Portugal, IPQ EN 54
- Reino Unido, BSI BS EN 54
- Rumania, ASRO SR EN 54
- Serbia, ISS SRPS EN 54
- Suecia, SIS SS-EN 54
- Suiza, SNV SN EN 54
- Turquía, TSE TS EN 54